# ネウエン・ペレス
パトリシオ・ネウエン・ペレス（Patricio Nehuén Pérez、2000年6月24日 - ）は、アルゼンチン・ブエノスアイレス州ウルリンガム出身のサッカー選手。プリメイラ・リーガ・FCポルト所属。アルゼンチン代表。ポジションはディフェンダー。

## クラブ経歴
ラ・キンタ・デ・ロス・パイブスとウニオン・デ・テセイを経て、2007年にアルヘンティノス・ジュニアーズの下部組織に加入し、2017-18シーズンに アルゼンチン・プリメーラ・ディビシオンのトップチームに昇格し、 2018年5月9日に行われたコパ・アルヘンティーナでのインデペンディエンテ・デ・チビルコイ戦でデビューを果たした。
2018年7月3日、アトレティコ・マドリードに移籍し、アルヘンティノス・ジュニアーズにレンタルで残った。2018-19シーズンは10試合ベンチで過ごした後、11月12日のティグレ戦でリーグデビューを果たした。
2019年7月10日、プリメイラ・リーガのファマリカンに1シーズンのローンで加入した。8月3日に行われたタサ・ダ・リーガ第1節のコヴィリャン戦でデビューを果たした。 8月31日、アヴェス戦でプロ初ゴールを記録した。8月にはリーグの最優秀ディフェンダーに選ばれた。ファマリカンでは計25試合に出場した。
2020-21シーズン前にアトレティコに復帰し、開幕戦3試合すべてにベンチ入りした。
2020年10月5日、ラ・リーガのグラナダにレンタル移籍した。 10月25日、ヘタフェ戦でデビューした。
2021年8月28日、ウディネーゼ・カルチョへの1シーズンのレンタル移籍が発表された。レンタルバック後の2022年7月29日、ウディネーゼへの完全移籍が決定し、5年契約を交わした。

## 代表経歴
17歳以下のアルゼンチン代表として、2017南米U-17選手権で4試合に出場した。 また、2017年6月と2018 FIFAワールドカップではフル代表のトレーニングに参加した。2018年12月、2019南米U-20選手権に招集された。2019 FIFA U-20ワールドカップでは3試合に出場し、1得点を記録した。続く9月のボリビア代表との親善試合ではU-23代表に招集された。
2019年11月のブラジル代表、ウルグアイ代表との親善試合でフル代表に初招集された。
2022年9月24日、ホンジュラス代表との親善試合にてアルゼンチン代表での初キャップを記録した。